# Nelson Goetten
Nelson Goetten de Lima (Taió, 16 de dezembro de 1955) é um político e brasileiro.

## Vida
É o mais velho de dez filhos do casal Eugenio Goetten de Lima e Clarinda Corrêa Goetten de Lima. Seu avô, Ramiro Goetten foi um dos pioneiros da colonização no Alto Vale do Itajaí, tendo descido a Serra Geral de Curitibanos em direção à Pinhalzinho (Mirim Doce) em 1906, escapando da Guerra do Contestado que estava começando

## Carreira
Foi o vereador mais votado em Taió pelo PDS, nas eleições de 1988. Foi o presidente da Comissão de sistematização da Lei Orgânica Municipal de Taió, e em seguida presidiu a Câmara de Vereadores. Destacou-se como líder da oposição, e foi eleito prefeito municipal de Taió, pela coligação PDS/PFL/PRN, assumindo em 1 de janeiro de 1993 a 31 de dezembro de 1996.
Foi deputado à Assembleia Legislativa de Santa Catarina na 14ª legislatura (1999 — 2003) e na 15ª legislatura (2003 — 2007), eleito pelo Partido Progressista Brasileiro.
Terminou seu mandato de deputado à Câmara dos Deputados (2007 — 2011), eleito pelo Partido da Frente Liberal (PFL), e ajudou a fundar o Partido da República (PR).

## Prisão
Foi preso em 30 de maio de 2011, acusado de estupro e exploração sexual. Em março de 2012 foi condenado a 35 anos de prisão.
Acusado de pedofilia, ele foi liberado pelo STF devido a forma como a investigação foi realizada, visto que o mesmo possuía à época foro privilegiado. Em entrevistas recentes demonstrou o interesse em voltar à carreira política.